# Loungo (Lâ-Todin)
Pour les articles homonymes, voir Loungo.
Loungo est une localité située dans le département de Lâ-Todin de la province du Passoré dans la région Nord au Burkina Faso.

## Géographie
Loungo se trouve à 4 km au sud-est du centre de Lâ-Todin, le chef-lieu du département, et 22 km au sud-ouest de Yako, le chef-lieu de la province.

## Santé et éducation
Loungo accueille un centre de santé et de promotion sociale (CSPS) tandis que le centre médical avec antenne chirurgicale (CMA) de la province se trouve à Yako.
La localité possède trois écoles primaires publiques (A, B et C).

## Religion
Il existe à Loungo une grotte possédant un rite catholique liée à la paroisse locale associée, à la fraternité Lâ-Toden-La Bonnieure qui organise une entraide,.